# Linia kolejowa nr 826
Linia kolejowa 826 – pierwszorzędna, jednotorowa, zelektryfikowana linia kolejowa, łącząca rozjazdy 10 i 16 stacji Jarocin. Linia obejmuje tor 111 w obrębie wyżej wymienionej stacji.

## Ruch pociągów
Linia jest wykorzystywana przez pociągi jadące z kierunku Środy Wielkopolskiej w stronę Krotoszyna. Kursują nią przede wszystkim pociągi Poznańskiej Kolei Metropolitalnej oraz PKP Intercity.
| Linia                | Przewoźnik           | Trasa |
| Pociągi podmiejskie  |                      | |
| PKM1/PKM4            | Koleje Wielkopolskie | Gniezno – Jarocin – Krotoszyn – Milicz                                                                   |
| PKM4                 | Koleje Wielkopolskie | Poznań Główny – Jarocin – Krotoszyn                                                                      |
| PKM4/PKM2            | Koleje Wielkopolskie | Konin – Jarocin – Krotoszyn – Milicz                                                                     |
| PKM4/PKM5            | Koleje Wielkopolskie | Piła Główna – Poznań Główny – Jarocin – Krotoszyn – Milicz                                               |
| Pociągi dalekobieżne |                      | |
| Rozewie              | PKP Intercity (TLK)  | Zwardoń – Bielsko-Biała Gł. – Wrocław Gł. – Oleśnica Rataje – Krotoszyn – Jarocin – Gniezno – Gdynia Gł. |